# 青花镇
青花镇，是中华人民共和国四川省达州市万源市下辖的一个乡镇级行政单位。2020年6月，撤销罐坝乡，将原罐坝乡罐坝场村所属行政区域划归青花镇管辖。

## 行政区划
青花镇下辖以下地区：
立信社区、龙须坝村、油房村、柳花坪村、干溪沟村、二龙沟村、方家梁村、田湾村、窝窝店村、大柏林村、枣树坪村和八字头村。